# 멤논

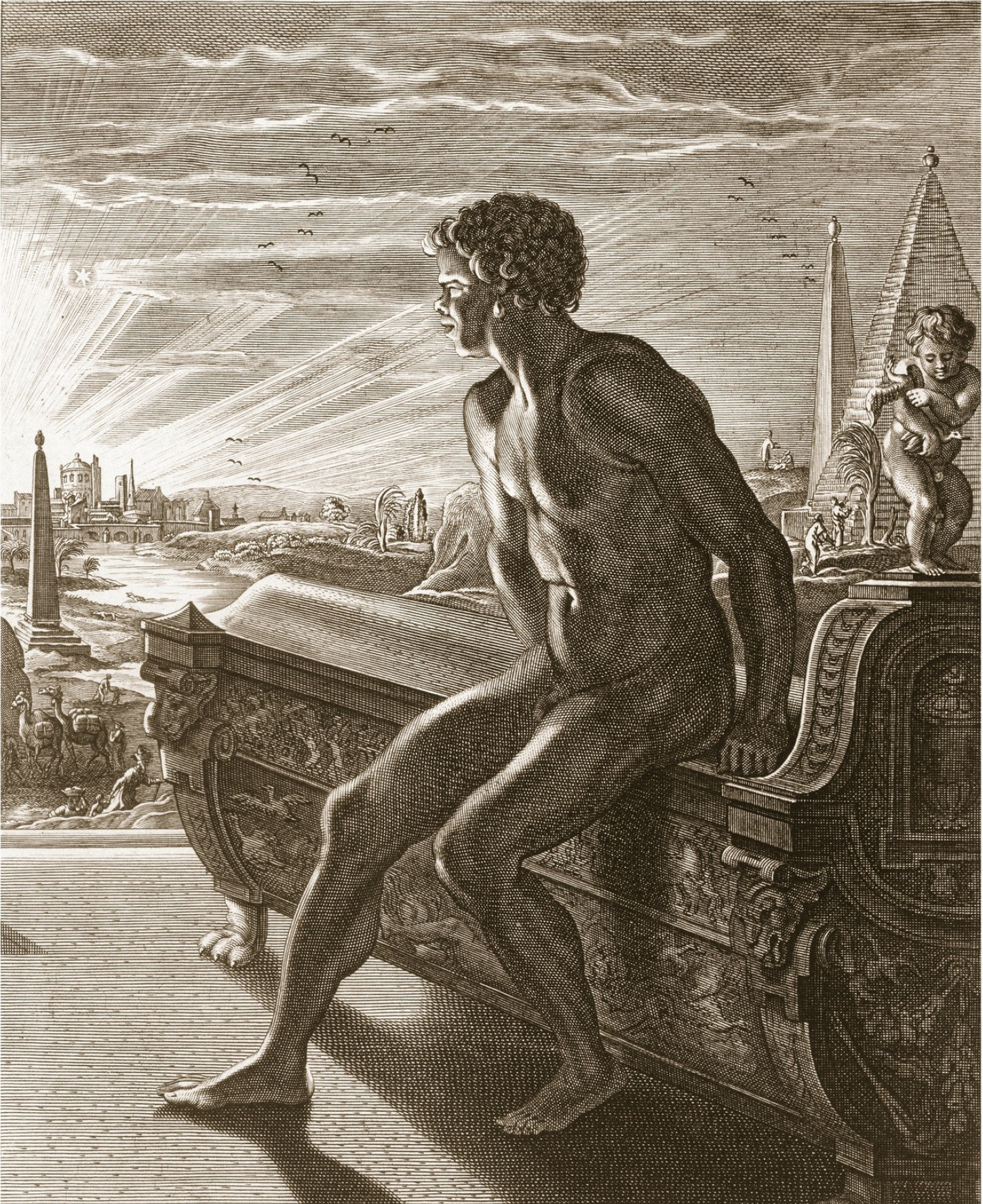

멤논(고대 그리스어: Mέμνων)은 새벽의 여신인 에오스와 티토노스 사이에 태어난 아들 중 하나로 트로이아 전쟁 당시 아이티오피아의 왕이었다.

## 태어난 일화
그는 새벽의 여신인 에오스와 트로이의 왕인 라오메돈의 아들인 티토노스 사이에서 태어났다. 에오스와 티토노스에는 일화가 있는데 에오스는 티토노스가 좋아서 제우스에게 죽지 않게 해달라고 부탁했다. 그래서 제우스는 이를 수락했으나 에오스가 한가지 빠뜨린 게 있었다. 그것은 바로 ‘영원한 젊음’이었다.
티토노스는 계속 나이가 먹으면 먹을 수록 쇠하여 점점 말라가고 쇳소리를 내서 에오스는 그가 보기 싫어졌다. 그래서 그를 침실에 가두고 그와의 잠자리를 피하기 위해 아침 일찍 일어나 마차를 타고 달린다고 한다. 그리고 티토노스는 점점 마르고 쇠하면서 매미가 되었다고 한다. 이런 슬픈 이야기의 원인은 에오스가 아레스를 사랑해서 아프로디테가 그런 그녀를 보고 화가 나서 에오스가 하는 사랑은 모두 불행으로 끝난다는 저주 때문이다.

## 왕이 되기 전
그는 에오스가 티토노스를 에티오피아로 납치하여 낳은 아들 중 하나이다. 그는 에마티온(케페우스의 신하와는 별개의 인물이다.)과는 형과 동생 사이였는데, 후에 에마티온은 아라비아 혹은 아이티오피아의 왕이 되었다. 그러나 그는 헤라클레스가 11번째 과업을 할 때 그가 황금사과를 따지 못하게 막아서 그에게 몽둥이로 맞아 죽었다고 한다. 그리고 그가 죽자 멤논은 왕이 되었다.

## 왕이 된 후
형으로부터 멤논이 왕위를 물려받을 무렵, 트로이 전쟁이 일어났을 때였다. 그런데 사촌 격인 헥토르가 죽자 그는 친척 간인 트로이 군을 지원하러 군을 이끌고 아마조네스와 함께 트로이를 도왔다. 그러던 도중 그리스의 명장인 아킬레우스의 공격으로 죽었다. 하지만 멤논에게는 그를 죽이는 자가 다음 번으로 죽을 것이라는 운명이 있었고, 아킬레우스가 죽는 운명이 실현되게 된다.
죽은 후에는 그의 어머니인 에오스가 그를 아이티오피아로 데려갔다. 그 사이에 흘린 눈물은 아침 이슬이 되었고, 멤논의 부하들은 멤노니데스라는 새가 되었다. 후에 그는 제우스가 불사의 몸으로 살게 해줬다.

## 같이 보기
- 에마티온
- 펜테실레이아
- 로버트 그레이브스
- 헤로도토스
- 호메로스
- 가이우스 플리니우스 세쿤두스
- 코인토스 스미르나이오스